# Crateromys
Crateromys is een geslacht van knaagdieren uit de muizen en ratten van de Oude Wereld (Murinae) dat voorkomt in de Filipijnen. Dit geslacht is genetisch verwant aan Phloeomys, Carpomys en Batomys; samen met deze geslachten vormt het de zustergroep van alle andere muizen en ratten van de Oude Wereld. De grenzen met het meest verwante geslacht, Batomys zijn onduidelijk: volgens genetische gegevens is Batomys niet monofyletisch (B. granti is genetisch nauwer verwant aan Crateromys heaneyi dan aan B. salomonseni), terwijl Crateromys australis morfologisch mogelijk als een Batomys moet worden gezien. Crateromys-soorten leven in bomen. De jongen worden geboren in holtes in bomen. Deze dieren worden veel bejaagd om hun vlees. Het geslacht omvat grote ratten met behaarde staarten.
De vier soorten zijn de volgende:
- Crateromys australis (Dinagat en mogelijk Siargao)
- Crateromys heaneyi (Panay)
- Crateromys paulus – Ilinnevelrat (uitgestorven op Ilin, maar mogelijk nog op Mindoro)
- Crateromys schadenbergi – Schadenbergschorsrat (Luzon)